# 山海堂 (出版社)
株式会社山海堂（さんかいどう）は、かつて日本に存在した工業・技術系の出版社。主に土木・工学やモータースポーツ関連の雑誌や書籍を得意とした。

## 沿革
1896年（明治29年）1月22日、来島正時が神田で中学教科書・学習参考書の出版社として創業。やがて、出版分野を工学関係（土木・自動車）の教科書・雑誌に広げた。1951年（昭和26年）3月、法人改組し株式会社となる。
平成7年2月期には年商約30億9900万円の業績をあげたが、出版不況の時期に入って収益が下げ止まらず、平成19年2月期には年商約10億円まで減少。不採算雑誌の廃刊や整理解雇のあげく労働組合を解散に追い込んだが、業績の低迷は続き資金繰りが悪化した。
2007年（平成19年）12月3日、全従業員に解雇と会社の解散を通告。同日、業務を全面的に停止して、債務整理を弁護士に依頼。創業から111年10ヶ月余で、負債総額約17億5000万円（平成18年2月期決算ベース）を抱えて事実上倒産した。以後、社屋はロックアウトされた。

## おもな刊行物
出版分野は、土木工学(50%) 、建築(10%) 、機械(10%) 、その他(30%) 。

### 雑誌
- 土木施工
- 内燃機関 1巻1号=1号(1962年7月) - 34巻12号=no.435(1995年12月) 以降休刊
- （モータースポーツの雑誌）
  - オートテクニック
  - ラリー＆ｒａｌｌｙ
  - スピードマインド
  - GPX
  - 週刊エフ
  - ラリーエクスプレス
  - J-formula
  - F1モデリング(F1 MODELING)
  - サイクルサウンズ(CYCLE SOUNDS)- 290号 (2007年2月)で以降休刊
- エンジンテクノロジー(ENGINE TECHNOLOGY)
- カヌーライフ

「土木施工」はインデックス出版より復刊、「F1モデリング」は東邦出版より復刊、「エンジンテクノロジー」は養賢堂より「エンジンテクノロジーレビュー」として復刊。

### 書籍
おもに土木工学・建築・自動車工学・機械工学（エンジン）などの教科書（大学・高専向け）・工学書を発行。そのほかに、国家試験の参考書（測量士・自動車整備士）や、自動車・囲碁・将棋・チェス・スポーツ（モータースポーツ）・語学など趣味の実用書を発行。
- 土木工学ポケットブック
- 土木建設技術全書
- 日本の多目的ダムなどダム関連書籍
- 図解コンクリート用語事典
- 自動車用語中辞典

東京電機大学出版局が再発行している書籍がある。